# Josquin des Prez
Josquin des Prez (hay Josquin Lebloitte dit Desprez; tiếng Pháp: [ʒɔskɛ̃ depʁe];  sinh năm 1450/1455 - mất ngày 27 tháng 8 năm 1521) thường được gọi đơn giản là Josquin là nhà soạn nhạc thời kỳ Phục Hưng người vùng Flem (nay thuộc Bỉ, Hà Lan và Pháp).
Josquin là một trong những nhà soạn nhạc có đóng góp lớn cho âm nhạc thời Phục hưng. Ông là một trong những nhà soạn nhạc lớn của trường phái có tên Những Người Hà Lan (cùng với Johannes Ockeghem, Jakob Obrecht và Orlando di Lasso). Trường phái này tiếp nối những gì mà trường phái Bourgogne (những người Bourgognian) đã sáng tác ở các thể loại như motet, mass, chason,... Mặc dù vậy, do trương phái Bourgogne đã suy giảm ảnh hưởng của mình ở giữa thế kỷ XV nên phong cách của Những Người Hà Lan khác hoàn toàn, thậm chí là đối lập với những người đàn anh đi trước.